# Hippolyte Suquet
Pour les articles homonymes, voir Suquet.
Hippolyte Suquet, né le 9 février 1841 à Sisteron (Alpes-de-Haute-Provence) et mort le 5 avril 1909 à Neuilly-sur-Seine (Hauts-de-Seine), est un homme politique français.